# 팔스

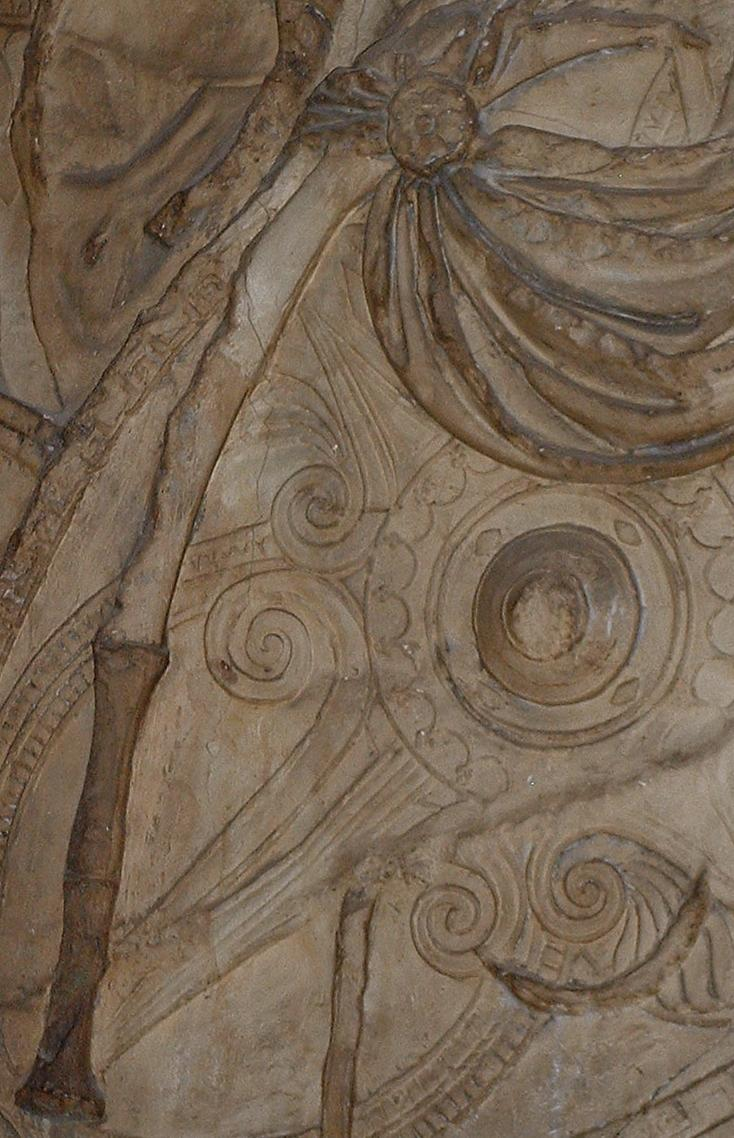
팔스

팔스(Falx)는 본래 낫을 뜻하는 라틴어 단어지만, 나중에 들어서 큰낫처럼 안쪽이 날카롭게 휘어진 날을 지닌 도구의 의미로 사용되었다. 또한 팔스는 특히 트라키아인들과 다키아인들, 시간이 흘러서는 로마인들이 사용했던 공성 낫 같은 무기로서의 의미로도 사용되었다.

## 같이 보기
- 팔카타
- 코피스
- 쇼텔